# Victoire de Margerie
Pour les articles homonymes, voir Margerie.
Victoire Jacquin de Margerie, connue sous le nom de  Victoire de Margerie, est une femme d’affaires française, née le 6 avril 1963 à Suresnes (Hauts-de-Seine).
Elle siège dans plusieurs conseils d'administration. De 2003 à 2011, elle a été professeur de management stratégique à Grenoble École de management. Depuis 2009, elle est PDG et principale actionnaire de Rondol Technology (une entreprise franco-britannique de micromécanique,), et depuis 2015, vice-présidente du World Materials Forum.

## Biographie

### Origines familiales
Victoire de Margerie est la fille de Pierre-Alain Jacquin de Margerie, assureur, et de Colette Taittinger. Son grand-père est l’homme d’affaires et homme politique Pierre Taittinger : elle fait ainsi partie des familles Taittinger et Jacquin de Margerie.
Son demi-frère, Christophe de Margerie (1951-2014), fut président-directeur général de Total de 2010 à 2014.

### Formation
Après des études à HEC Paris (promotion 1983) puis à l’Institut d'études politiques de Paris (promotion 1986), elle obtient en 1994 un diplôme de formation continue à l’Institut für Management und Technologie à Berlin et en 1997 un diplôme de formation continue à la Stanford Graduate School of Business. Depuis 2007, elle est titulaire d’un doctorat en sciences de gestion à l’université Panthéon-Assas.

### Mandats sociaux
Au 30 juin 2016, elle est :
- administratrice et présidente du comité matériaux de Éco-Emballages[8],[9] ;
- administratrice et membre du comité de nomination, des rémunérations et de gouvernance de Arkema[7],[10][source insuffisante] ;
- membre du conseil de surveillance et du comité d’investissement d’Eurazeo[3] ;
- administratrice d'Italcementi ;
- administratrice de Babcock International (UK) à compter de février 2016[11] ;
- administratrice de la banque Transatlantique[12] ;
- administratrice à l'École nationale supérieure des mines de Paris.

### Carrière
À sa sortie de l’Institut d'études politiques de Paris, elle intègre la filiale de Elf Aquitaine, Elf Atochem — devenue ensuite Arkema —, en tant que responsable du réseau commercial Europe puis en tant que directrice des fusions-accquisitions Europe de l’Est à partir de 1990.
En 1992, après avoir fait construire une usine d’extrusion plastique à Leipzig, elle en prend la direction générale avant de passer en 1995 chez CarnaudMetalBox — entreprise depuis rachetée par Crown Holdings — en tant directrice qualité de la division Europe.
Elle intègre en 1998 Rio Tinto Alcan qu’elle quitte en 2002 avec le poste de directrice générale de la division « bouteilles plastiques » (à Chicago).
En 2003, sa carrière s’oriente vers l’enseignement lorsqu’elle devient professeur en management à Grenoble École de management.
Pendant ses huit années d’enseignement, elle publie quatre ouvrages traitant des pratiques managériales, de la gouvernance et de la stratégie d’entreprise.
Parallèlement à sa chaire, elle devient en 2011 président de Rondol Technology , fabricant de machines de transformation des matières plastiques pour applications « micro » et « nano », poste qu’elle occupe encore aujourd’hui[Quand ?] en plus de ses cinq mandats sociaux. Rondol est reconnue comme une PME innovante sur le marché américain de la santé,.
Victoire de Margerie est également intervenante à l'Institut français des administrateurs.
Elle a été élue membre de l'Académie des technologies en 2019.

### Mécénat
Victoire de Margerie est fondatrice et présidente du fonds de dotation Marzac. En partenariat avec d'autres organismes ou sociétés, ce fonds a pour objectif de favoriser les initiatives européennes autour de l'automobile grâce à l’octroi de bourses ou de subventions, à l’organisation de manifestations sportives ou de formation ainsi qu’à l'édition d'ouvrages.

## Décorations
- Chevalier de la Légion d'honneur, en 2011
- Chevalière de l'ordre des Palmes académiques[21].

## Publications d’articles et d’ouvrages
- 2014 : Emballage Digest, « Quand la crise est une opportunité d'innovation »[22]
- 2011 : avec Jiang B (2011), International Journal of Operations and Production Management, « How relevant is Operations Management research to managerial practice ?»[23]
- 2011 : avec Le Loarne S. (2011), chez Dunod, La Boite à outils du chef d'entreprise
- 2009 : chez L’Harmattan, Strategy and Technology: Towards a Technology Based Sustainable Competitive Advantage
- 2009 : Management & Avenir, « Organisation de la gouvernance et Stratégie d'entreprise: état des lieux des 120 premières entreprises françaises cotées »

## Pour approfondir